# 巴尼亞盧卡市體育場
巴尼亞盧卡市體育場是一座位於波士尼亞與赫塞哥維納塞族共和國巴尼亞盧卡的綜合體育場。最常用於舉辦足球比賽。為巴尼亞盧卡戰士足球俱樂部的主場。